# 루이스 데 라 푸엔테 카스티요
루이스 데 라 푸엔테 카스티요(스페인어: Luis de la Fuente Castillo, 1961년 6월 21일, 라 리오하 주 아로 ~)는 스페인의 전직 축구 선수이자 현 축구 지도자로 현역 시절 아틀레틱 빌바오, 세비야 FC, 데포르티보 알라베스에서 좌측 수비수로 활약했으며 현재 스페인 축구 국가대표팀의 감독직을 맡고 있다.

## 선수 시절
라리오하주 아로 출신으로 1978년 아틀레틱 빌바오의 리저브팀인 빌바오 아틀레틱에서 데뷔하여 1994년 은퇴할 때까지 16년 동안 세비야 FC, 아틀레틱 빌바오, 데포르티보 알라베스 등 주로 자국 리그팀에서만 활약했으며 특히 아틀레틱 빌바오 소속으로 오랜 기간 동안 활약하며 라리가 2회 우승, 코파 델 레이 1회 우승 및 1회 준우승, 수페르코파 데 에스파냐 1회 우승 및 1회 준우승 등의 업적을 남겼다.

## 지도자 경력

### 스페인 연령별 대표팀
1997년부터 2011년까지 클루브 포르투갈레테, 아우레라 데 비토리아, 빌바오 아틀레틱, 데포르티보 알라베스의 사령탑을 지낸 뒤 2013년부터 2018년까지 5년간 스페인 U-19 대표팀의 사령탑을 맡아 2015년 UEFA 유러피언 U-19 챔피언십 우승을 이끌었다.
그 후 2018년부터 2022년까지 스페인 U-21 대표팀과 올림픽 대표팀의 감독을 맡으며 2019년 UEFA 유러피언 U-21 챔피언십 우승, 2020년 하계 올림픽 은메달을 이끄는 성과를 거두었다.

### 스페인 A대표팀
2022년 FIFA 월드컵 이후 스페인 대표팀 감독직을 내려놓은 루이스 엔리케의 후임 사령탑으로 선임된 뒤 노르웨이와의 UEFA 유로 2024 예선 A조 1차전에서 스페인 대표팀 사령탑 국제 대회 데뷔전을 치러 3-0 완승을 거두었으나 스코틀랜드와의 2차전 원정 경기에서 수비 불안을 노출하며 0-2로 패했다.
그리고 2022-23년 UEFA 네이션스리그 A에서도 한 때 석연찮은 엔트리 발탁으로 많은 비판과 함께 경질 위기로까지 내몰리기도 했으나 4강에서 이탈리아, 결승에서 크로아티아를 꺾고 2010년 FIFA 월드컵 우승 이후 13년만의 스페인의 메이저 대회 우승을 이끈 뒤 UEFA 유로 2024에서도 스페인의 12년만의 통산 4번째 유로 대회 정상 탈환이자 2회 연속 및 통산 7번째 메이저 대회 우승을 이끌었다.

## 여담
UEFA 유로 2020을 앞두고 있던 2021년 6월 8일 세르히오 부스케츠 등의 선수들이 대거 코로나19 확진으로 격리에 들어가면서 스페인 대표팀 선수단에 공백이 커진 상황에서 열린 리투아니아와의 친선 경기에서 4-0 대승을 거두었다.

## 대회 성적

### 선수
아틀레틱 빌바오
- 라리가: 1982–83, 1983–84[22]
- 코파 델 레이: 1983-84[22]
- 수페르코파 데 에스파냐: 1984(2관왕 달성으로 자동 획득)

### 감독
스페인 U-19
- 유럽 U-19 선수권 대회 : 2015[15]

스페인 U-21
- 유럽 U-21 선수권: 2019[17]

스페인 U-23
- 하계 올림픽 은메달: 2020[19]

스페인
- 네이션스리그: 2022-23